# الزواج في كمبوديا
الزواج في دولة كمبوديا هو مؤسسة اجتماعية تشكل مجتمع الخمير . ويشتهر حفل الزفاف الخميري ، بتاريخه الطويل ورمزيته الغنية، بموسيقاه الخاصة المعروفة باسم فلينج كار .
يستمر حفل الزفاف عادة لمدة يوم ونصف في اعادة تمثيل لحفل الزفاف الاسطوري لبرياه ثونج وعروسه نيانج نيك . يبدأ في منزل العروس يليه حفل ديني وتبادل الهدايا الطقسية. وتغطى الملابس التي يتم ارتداؤها بالمجوهرات كدليل على احترام والدي العروس والعريس، ويحضر جميع أقارب وأصدقاء الزوجين. يقدم الوالدان البركات ويصلي الزوجان للرهبان من أجل حياة سعيدة. من الناحية النظرية، الزواج زواج احادي ومدى الحياة.

## خلفية تاريخية

### الأصل: إعادة تمثيل رمزي لحفل الزفاف الأسطوري لبريا ثونغ ونيانج نيك

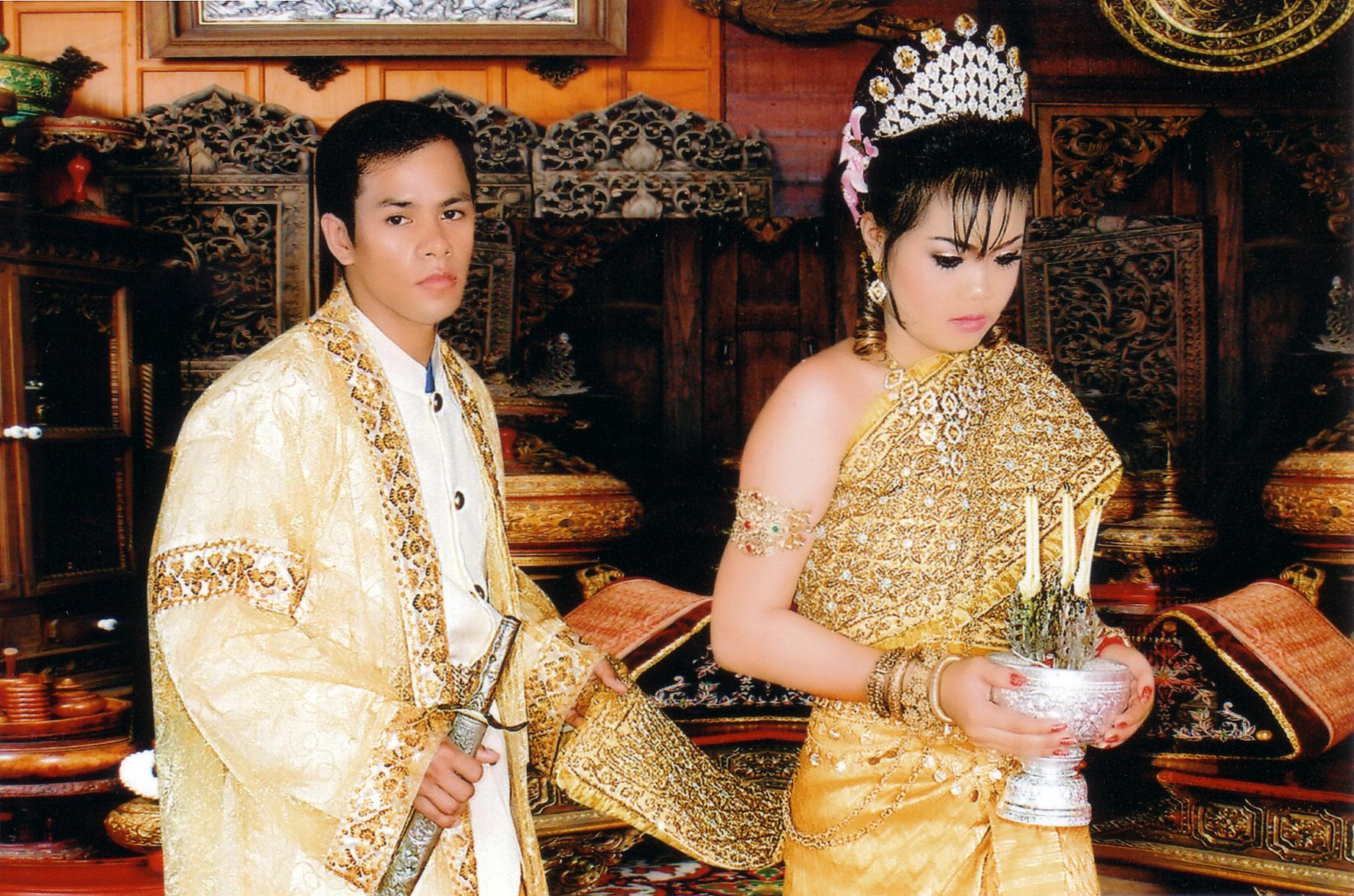
العريس يتمسك بسباي العريس، وهو رمز (برياه ثونغ تاونغ سباي نيانغ نيك)

يعيد العرسان والعرسان الكمبوديون تمثيل أنفسهم في كل حفل زفاف خميري تقليدي لأن طقوس الزفاف ترمز إلى زواج برياه ثونج وعروسه نيانج نيك.  وهذا ما يفسر العديد من عادات الزفاف الخميرية، حيث يحمل العريس وشاح العروس ، رمزًا إلى أنه من بعيد ويتزوج من عائلتها، على عكس عادات الزفاف الهندية حيث تحمل العروس وشاح العريس. يرتدي العروس والعريس ملابس مزينة بالمجوهرات ويحيط بهما العائلة والضيوف. ملابس الزوجين هي علامة احترام لوالديهما وحماتهم، وكلاهما يقدم بركاته للزوجين.

## معرض صور

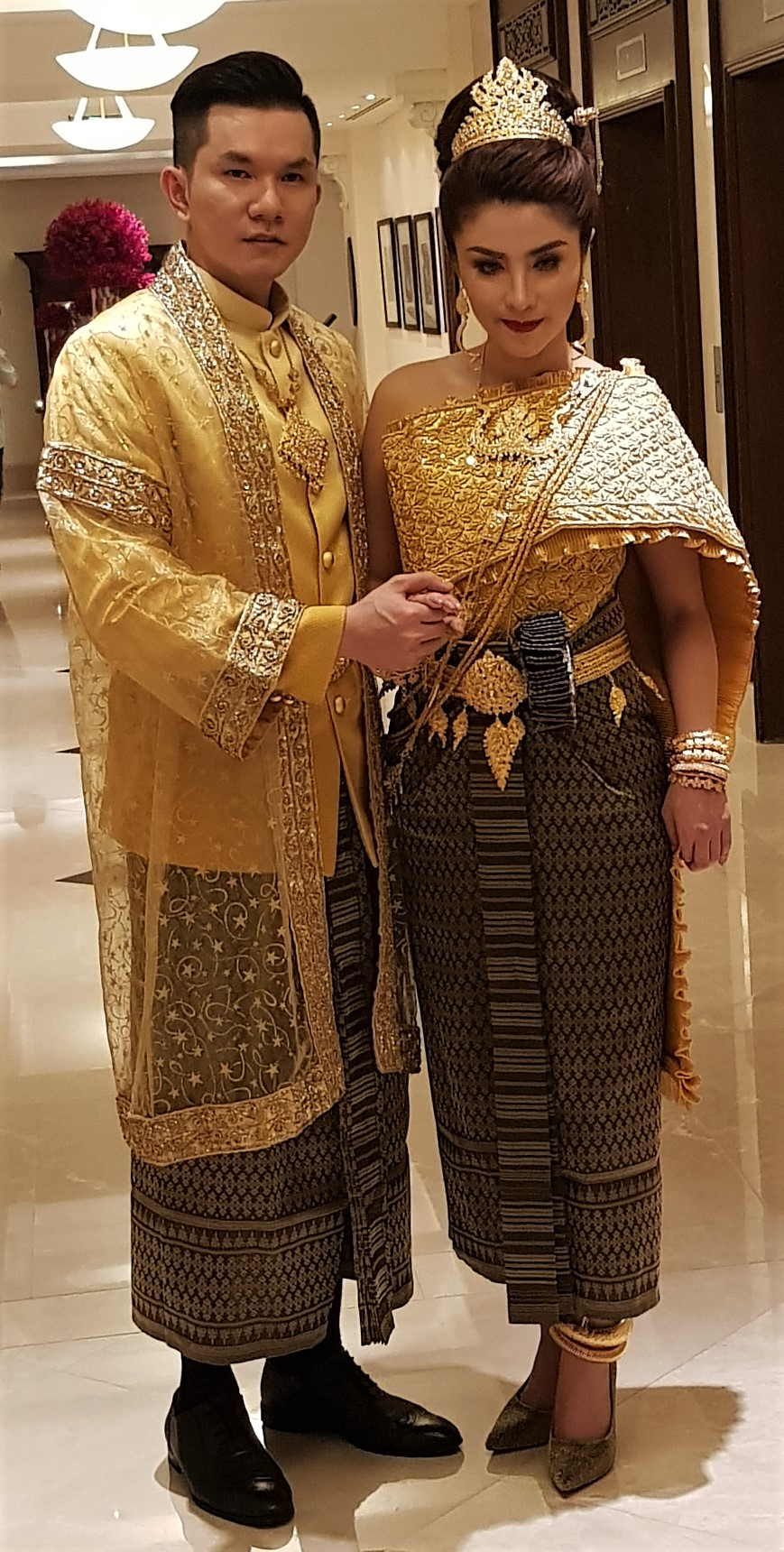
العروس والعريس الكمبوديان يرتديان الزي التقليدي الخميري في حفل ربط العقد
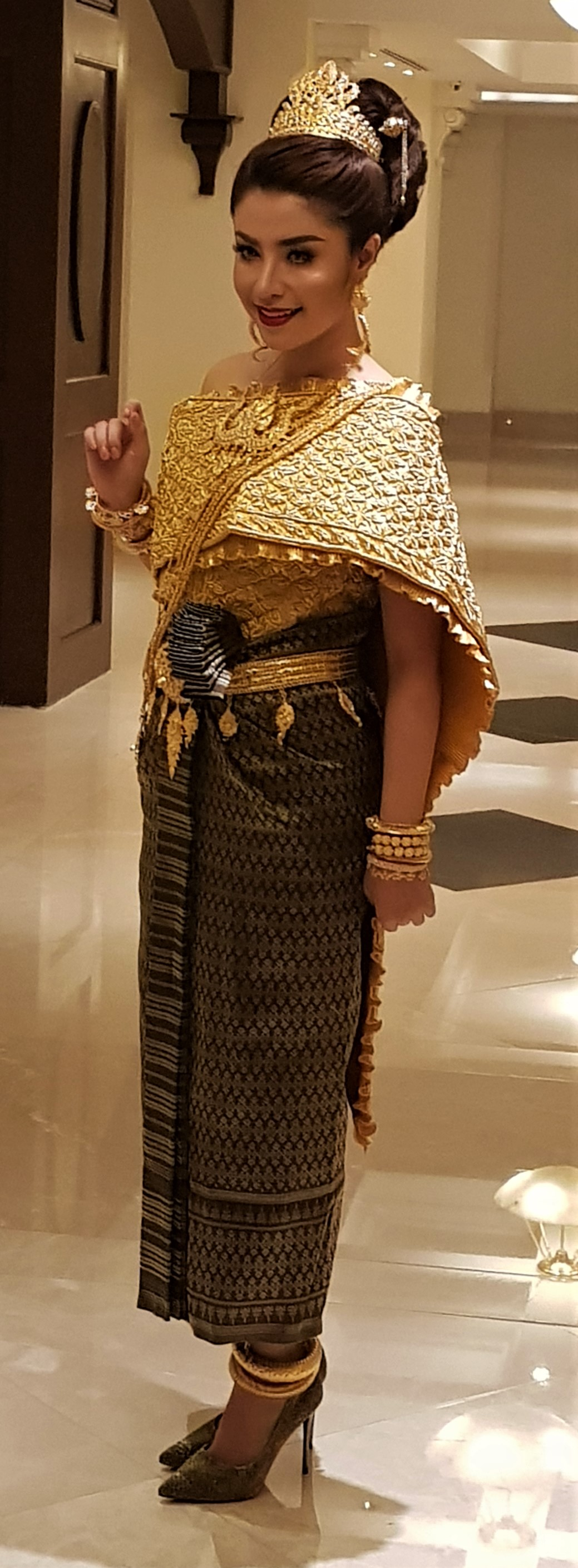
العروسة الكمبودية ترتدي الزي الخميري التقليدي،سامبوت ساملوي سباي
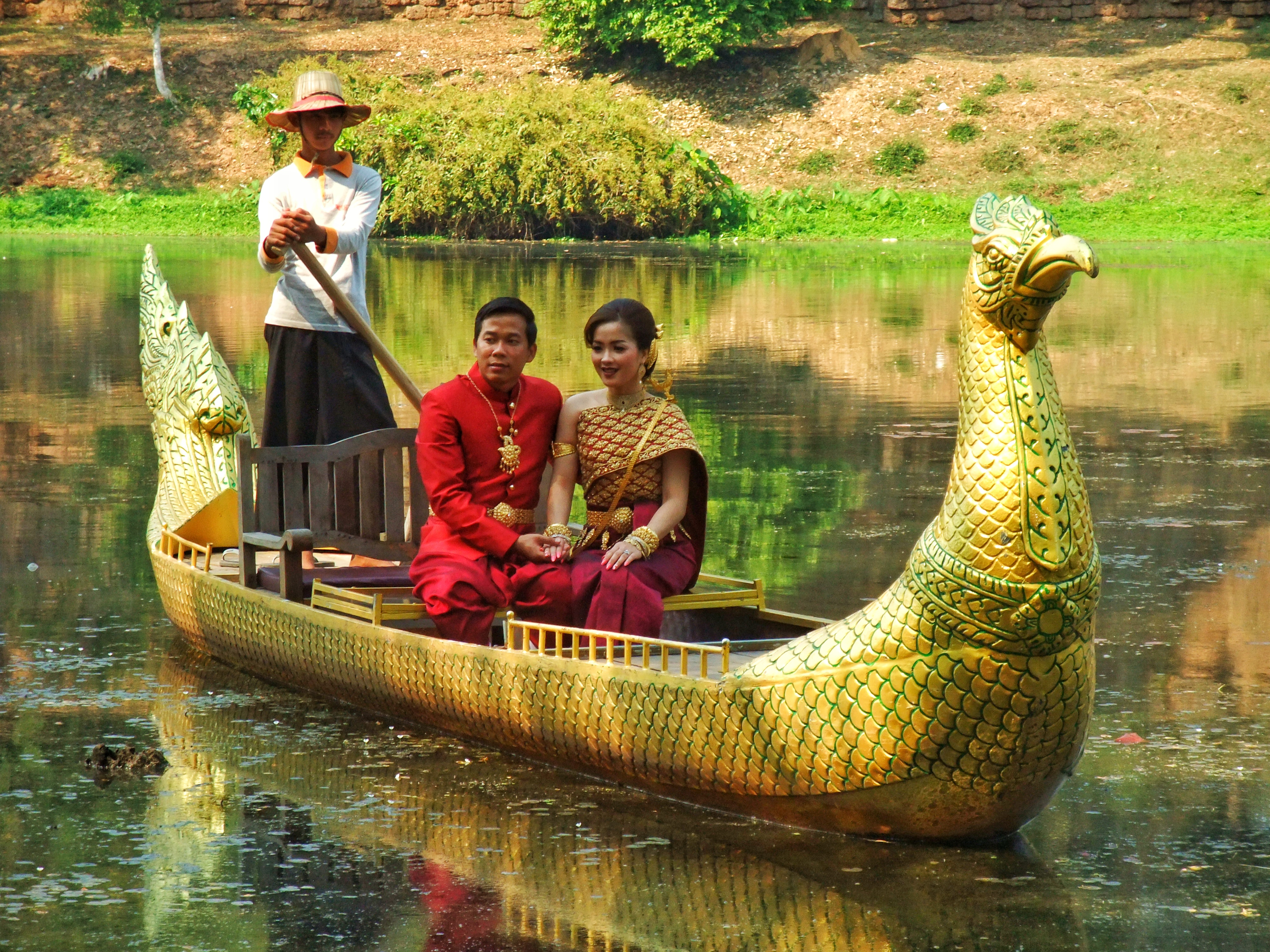
العروس والعريس يلتقطان صورة ما قبل حفل الزفاف فيأنغكور توم
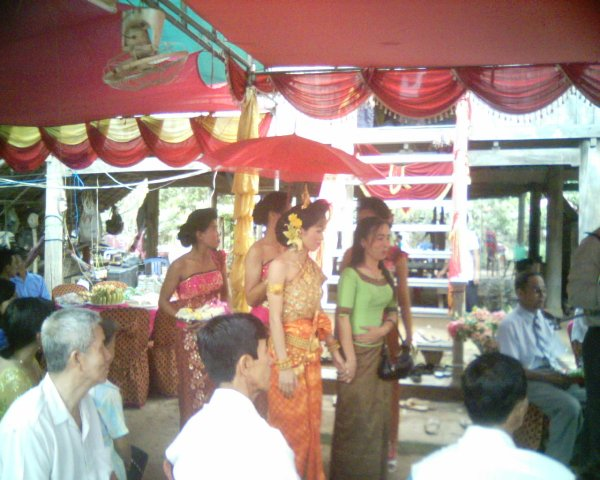
العروس سوف تحيي العريس في حفل موكب العريس
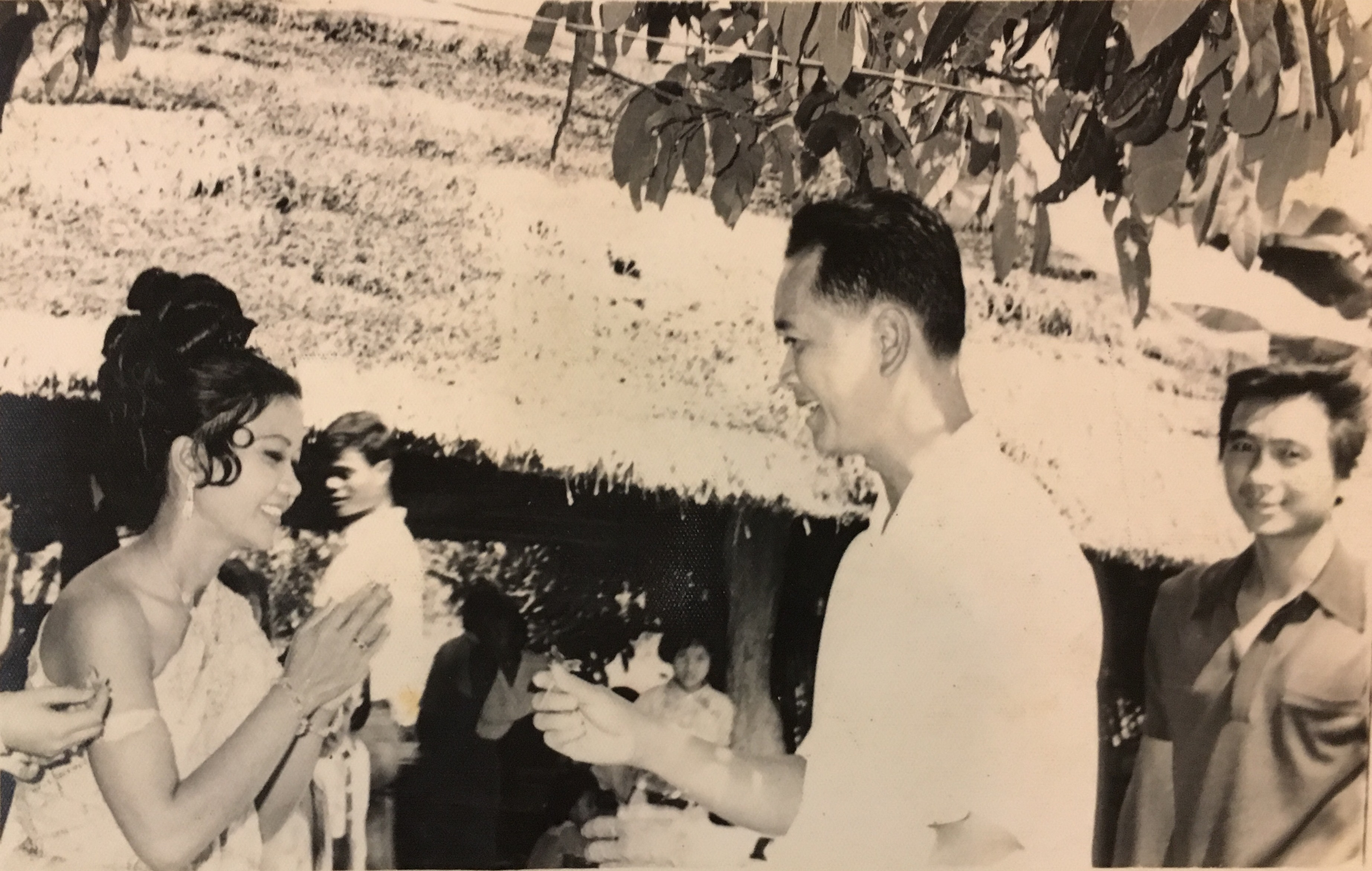
العروس تحيي الضيوف